# Thai Summit Group
Thai Summit Group (in lingua thai กลุ่มบริษัทไทยซัมมิท) è un'azienda manifatturiera tailandese, produttrice di automobili, motociclette, elettrodomestici e macchine agricole.

## Proprietà
L'azienda è stata fondata nel 1977 e la sua sede è a Samut Prakan, in Thailandia. Azienda privata a conduzione familiare, la maggioranza delle azioni è detenuta da Somporn Juangroongruangkit, Presidente e Amministratore Delegato, nonché vedova del fondatore, mentre il resto è detenuto dai suoi cinque figli, tra cui anche Thanathorn Juangroongruangkit, il quale dal 2002 al 2018 fu vice-presidente dell'azienda, mentre nel 2018 fu uno dei fondatori del Partito del Futuro Nuovo (PFN), disciolto da una sentenze della Corte costituzionale nel febbraio 2020.